# Tisamenus spadix
Tisamenus spadix (Syn. Hoploclonia spadix) ist eine Gespenstschrecken-Art, die auf der philippinischen Insel Panay vorkommt.

## Vorkommen
Das Typusmaterial der Art stammt von der zu den Visayas-Inseln gehörigen Insel Panay.

## Systematik
James Abram Garfield Rehn und sein Sohn John William Holman Rehn beschrieben die Art 1939 als Hoploclonia spadix. Der Artname „spadix“ bedeutet spatenförmig oder verdickt. Als Holotypus wurde ein von Baker zwischen dem 18. und 24. Mai 1918 in Culasi in der Provinz Antique im Nordwesten der Insel Panay gesammeltes, adultes Männchen aus der Sammlung von Morgan Hebard gewählt. Drei weitere Tiere, die von Richard Crittenden McGregor gesammelt worden sind, wurden ebenfalls untersucht, darunter ein adultes Weibchen, welches als Allotypus bezeichnet wird. Bei den beiden übrigen Tieren handelt es sich um ein juveniles Männchen und ein juveniles Weibchen. Alle drei sind als Paratypen, gemeinsam mit dem Holotypus an der Academy of Natural Sciences in Philadelphia hinterlegt.
Rehn und Rehn unterteilten die philippinischen Arten der Gattung nach morphologischen Aspekten in unterschiedliche Gruppen. Hoploclonia spadix stellten sie in die sogenannte Deplanata-Gruppe. Neben Hoploclonia deplanata (heute Tisamenus deplanatus) und Hoploclonia spadix ordneten sie dieser Gruppe mit Hoploclonia cervicornis (heute Tisamenus cervicornis),  Hoploclonia armadillo (heute Tisamenus armadillo), Hoploclonia tagalog (heute Tisamenus tagalog) und Hoploclonia fratercula (heute Tisamenus fratercula) relativ unbestachelte Arten, mit flacher Oberseite zu, die bis auf die Supracoxalstacheln an den Rändern des Thorax keine oder kaum Stacheln, sondern höchstens Zähnchen zeigen. Oliver Zompro überführte die Art 2004 neben allen anderen philippinischen Arten in die Gattung Tisamenus und beließ nur die auf Borneo vorkommenden Arten in der Gattung Hoploclonia.

## Merkmale
Laut Erstbeschreibung ähnelt Tisamenus spadix sehr stark Tisamenus fratercula. Von dieser und von allen anderen Arten der sogenannten Deplanata-Gruppe von Rehn und Rehn unterscheidet sie sich durch das Vorhandensein eines Stachels an der Hinterhüfte (Metacoxale). Das gattungstypische Dreieck auf dem Mesonotum ist bei den Weibchen breiter als lang und bei den Männchen länger als breit. Es ist deutlich konkav, deutlicher als bei Tisamenus tagalog.
Männchen sind etwa 3,7 cm lang und damit von durchschnittlicher Länge für die Vertreter der Deplanata-Gruppe. Ihre Gesamtform ist eher breit. Die Körperoberfläche ist mit verstreuten Körnchen bedeckt. Die Beine sind relativ kurz, kräftig und deutlich eingekerbt. Der Kopf ist rechteckig und etwas länger als breit, mit deutlich hervortretenden, fast kugeligen Augen. Das erste Fühlerglied (Basalglied oder Scapus) ist relativ lang und dreieckig, das zweite (Pedicellus oder Wendeglied) ist ziemlich kurz und tonnenförmig. Alle weiteren Glieder sind ebenfalls kurz und zylindrisch. Auf dem Kopf befinden sich niedrige Kämme (Carinae), die hinten in ziemlich starken, stacheligen Supraorbitalstacheln enden. Die Okzipitalstacheln sowie die mittleren und seitlichen Coronalstacheln sind nur als flache Tuberkel erkennbar. Hinter den Supraorbitalen befindet sich ein Paar niedriger Warzen. Das Pronotum ist fast quadratisch und sein dreieckiger Bereich durch niedrige Carinae begrenzt. Dessen vordere Ecken enden in großen, auffälligen, leicht nach vorn gerichteten Doppelstacheln. Das Mesonotum ist länglich. Sein gattungstypisches Dreieck ist etwas länger als breit und reicht bis zur Mitte des Mesonotums. Dahinter zieht sich ausgehend vom hinteren Winkel des Dreiecks mittig ein deutlicher Längskamm, welcher sich über das gesamte Metanotum und die Segmente des Abdomens fortsetzt. Seitlich auf den Tergite 2 bis 4 des Abdomens befinden sich große, paarige Stacheln.
Adulte Weibchen werden etwa 4,9 cm lang. Sie ähneln im Wesentlichen den Männchen, sind aber länglicher und verhältnismäßig breiter. Das Dreieck auf dem Mesonotum ist breiter als lang und reicht nicht bis zu dessen Mitte. Sein Rand ist gekörnt. Der Längskamm des Metasternums ist nicht so ausgeprägt. Die Abdominaltergite sind breiter und ihre Hinterränder zeigen eine Reihe querverlaufender Knoten und je einen posteromesalen Knoten auf den Tergiten 2 bis 6. Der mittlere Kamm des siebten bis neunten Tergits ist nach hinten erhöht und am Hinterrand vertikal abfallend.